# Centro Vidéotron
El Centro Vidéotron (en francés: Centre Vidéotron, en inglés Vidéotron Centre) es un arena cubierta en la ciudad de Quebec, Quebec, Canadá. La arena tiene capacidad para 18.259 asientos y reemplazó al Colisée Pepsi como sede principal de la ciudad de Quebec para eventos bajo techo. La arena se utiliza principalmente para hockey sobre hielo, sirve como estadio local de Quebec Remparts de la QMJHL. El edificio se inauguró el 8 de septiembre de 2015. Ahora es la decimonovena arena cubierto más grande de América del Norte y la tercera más grande que no alberga un equipo de la NHL.

## Historia

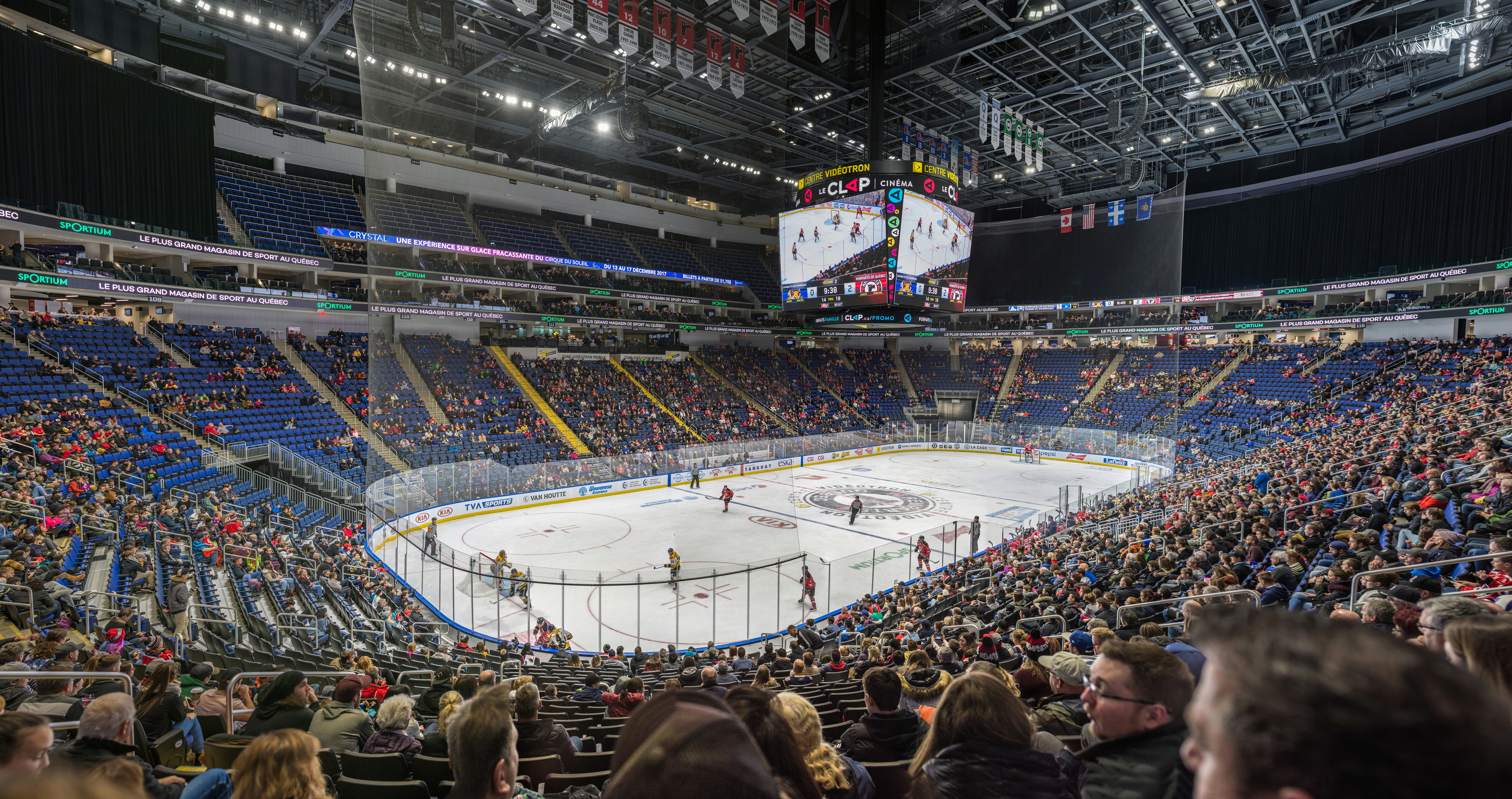
Dentro de la arena durante un partido de hockey sobre hielo entre Quebec Remparts y Shawinigan Cataractes el 17 de noviembre de 2017.

El 3 de septiembre de 2012 se llevó a cabo una ceremonia de inicio de construcción de la nueva arena, a la que asistieron el entonces presidente de Quebecor, Pierre Karl Péladeau, el entonces primer ministro de Quebec, Jean Charest, y los exjugadores de Quebec Nordiques, Michel Goulet, Peter Šťastný y Alain Côté. La construcción de la arena comenzó el 10 de septiembre de 2012.
Se esperaba que la arena costara 400 millones de dólares, pero costó 370 millones de dólares, la ciudad y la provincia cubrieron el 50% del costo del estadio. El 1 de marzo de 2011, Quebecor celebró un acuerdo para adquirir los derechos de gestión de la nueva arena, un acuerdo que se espera que cueste entre 33 y 63 millones de dólares por adelantado, más entre 3,15 y 5 millones de dólares en alquiler anual. El valor del acuerdo aumentará si una franquicia de la NHL ingresa al campo; Quebecor ha apoyado activamente una franquicia para la ciudad de Quebec. Este acuerdo se realizó sin licitación pública, por lo que el gobierno provincial otorgó inmunidad legal.
Como parte del contrato de gestión, Quebecor también posee los derechos del nombre de la arena; El 7 de abril de 2015, se anunció que la arena llevaría el nombre de la empresa de cable Vidéotron, propiedad de Quebecor, y sería conocido como Videotron Center (Centre Vidéotron en francés).
La arena celebró su inauguración oficial el 3 de septiembre y permitió realizae recorridos públicos de dos horas durante los siguientes tres días. Fue sede de su primer partido de Quebec Remparts el 12 de septiembre, con un partido contra el Rimouski Oceanic que estableció un récord de asistencia de QMJHL de 18.259.

## Diseño
La arena es comparable en tamaño al PPG Paints Arena, la arena de los Pittsburgh Penguins, y ocupa aproximadamente 64.000 metros cuadrados de espacio, frente a los 70.000 metros cuadrados propuestos originalmente. El diseño también es similar al de Rogers Place, la arena de los Edmonton Oilers. Dentro de la arena se construye un estudio de televisión, valorado entre 30 y 40 millones de dólares canadienses.